# Gustave Le Bon
Gustave Le Bon (7 de mayo de 1841 - 13 de diciembre de 1931) fue un sociólogo y físico aficionado, en el campo de la psicología social es una gran influencia por sus aportaciones sobre la dinámica social y grupal. Fue autor de numerosos trabajos en los que expuso teorías sobre los rasgos nacionales, la superioridad racial, el comportamiento y la psicología de las masas.
Su trabajo sobre las masas cobró importancia en la primera mitad del siglo XX cuando unos investigadores de medios de comunicación masivos lo utilizaron para describir reacciones de grupos subordinados a los medios.
También contribuyó a debates en física acerca de la naturaleza de la materia y energía. Su libro «La evolución de la materia» (L'evolution de la matière) fue muy popular en Francia (superó las veinte ediciones); sin embargo, aunque algunas de sus ideas fueron tomadas favorablemente por los físicos de aquel entonces —notablemente que toda la materia era intrínsecamente inestable y se transformaba constante y lentamente en radiaciones—, sus formulaciones específicas no recibieron mucha atención. No obstante esta poca atención de la clase científica, Le Bon fue el primero en descubrir la gran energía que puede desprenderse del átomo, lo cual puede verse en el capítulo "La energía intra-atómica" de su obra «La evolución de la materia». Este descubrimiento fue anterior a la Teoría de la Relatividad de Einstein; es decir, anterior a 1905.
En 1896 reportó haber observado una nueva clase de radiación, a la que denominó "luz negra" y que posteriormente se descubrió que no existía. En la actualidad, se emplea el término con un sentido diferente.

## Esbozo biográfico

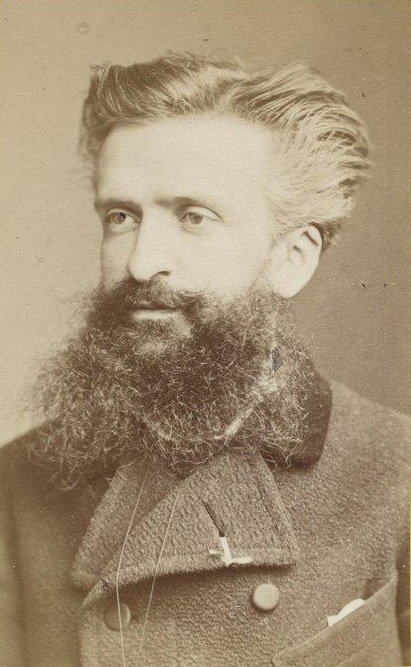
Le Bon en 1888.

Le Bon nació en Nogent-le-Rotrou, Francia, y falleció en Marnes-la-Coquette. Estudió medicina y recorrió Europa, Asia y el norte de África entre los años 1860 y 1880 mientras escribía sobre arqueología y antropología; ganaba dinero diseñando aparatos científicos. Su primer gran éxito, sin embargo, fue la publicación de Les lois psychologiques de l'évolution des peuples («Las leyes psicológicas de la evolución de los pueblos», 1894); y «La psicología de las masas», el primer libro en el cual empezó a incidir en un estilo que le ganó una reputación segura. Éste fue su libro más exitoso y popular.
Después de estas publicaciones, Le Bon gozó de una considerable seguridad en el centro de la vida intelectual francesa. En 1902, promovió una serie de almuerzos semanales (les déjeuners du mercredi) donde prominentes figuras de diferentes profesiones fueron invitadas a discutir sobre temas de actualidad. La fortaleza de sus redes personales se hace evidente al observar la lista de invitados, que incluía a los primos Henri y Raymond Poincaré (físico y presidente de Francia, respectivamente), Paul Valéry y Henri Bergson.

## Influencia
Las ideas propuestas en La psychologie des foules desempeñaron un papel importante en los primeros años de la psicología del grupo. La obra de Sigmund Freud denominada Massenpsychologie und Ich-Analyse (1921; Psicología de las masas y análisis del yo, 1922) fue una crítica explícita al trabajo de Le Bon.
Le Bon fue uno de los grandes difusores de las teorías del inconsciente en un momento crítico para la formación de nuevas teorías sobre la acción social.
Wilfred Trotter, un famoso cirujano del University College Hospital de Londres, escribió líneas con un enfoque similar al de Le Bon a lo largo de su libro Instincts of the Herd in Peace and War, momentos antes del brote de la Segunda Guerra Mundial; este autor fue señalado como el difusor de Le Bon en el idioma inglés.
Es probable que las teorías fascistas del liderazgo, que emergieron en la década de 1920, tuvieran mucha influencia de las teorías de la psicología de la muchedumbre. De hecho, la obra Mein Kampf (Mi lucha) de Adolf Hitler representó en gran parte las técnicas de propaganda propuestas en el libro de Le Bon de 1895.
Edward Bernays, un sobrino de Sigmund Freud, fue influido por LeBon y Trotter. En su famoso libro Propaganda declaró que una característica importante de la democracia era la manipulación de la mente a través de los medios y la publicidad.

## Obras
- Les Lois psychologiques de l'évolution des peuples (Las leyes psicológicas de la evolución de los pueblos) (1894; Traducción en inglés: The Psychology of Peoples),
- La psychologie des foules (1895) (La psicología de las masas, o La psicología de las multitudes, según las traducciones) (1896)
- L'evolution de la matière (La evolución de la materia).

## Eponimia
El asteroide (10838) Lebon fue nombrado así por este psicólogo.